# Жулдиз (Казталовський район)
Жулди́з (каз. Жұлдыз) — село у складі Казталовського району Західноказахстанської області Казахстану. Входить до складу Карасуський сільського округу.
Населення — 551 особа (2021; 696 у 2009, 752 у 1999, 630 у 1989).